# Oliver Steurer
Oliver Steurer (* 6. Januar 1995 in Gelsenkirchen) ist ein deutscher Fußballspieler auf der Position eines Abwehrspielers. Seit August 2023 steht der Verteidiger bei der SV Ried unter Vertrag.

## Karriere

### Anfänge im Juniorenbereich
Oliver Steurer begann seine Karriere als Fußballspieler als Vierjähriger beim Amateurklub SV Gelsenkirchen-Hessler, dessen Kampfmannschaft während Steurers Vereinszugehörigkeit, in der Bezirksliga vertreten war. Hier durchlief er diverse Nachwuchsspielklassen, ehe er im Jahre 2008 im Jugendbereich von Borussia Dortmund unterkam. Dort war er in weiterer Folge bis 2009 aktiv und wechselte daraufhin zum Topklub seiner Heimatstadt, dem FC Schalke 04. Nach Einsätzen für die C-Jugend in der C-Jugend-Regionalliga in der Saison 2009/10 brachte es Steurer in der Spielzeit 2010/11 bereits zu zwei Meisterschaftsspielen und einen -treffer für die B-Junioren in der B-Junioren-Bundesliga. Mit der Mannschaft belegte er im Endklassement der B-Junioren-Bundesliga 2010/11 den sechsten Tabellenplatz in der Staffel West, einer von drei parallel laufenden Staffeln. Danach tat sich für den 16-Jährigen innerhalb der Region ein Wechsel zum traditionsreichen Klub Rot-Weiss Essen auf.
Hier agierte er gleich von Beginn an unter der Führung von Marco Rudnik als Stammspieler und absolvierte in der Saison 2011/12 alle 26 Meisterschaftsspiele, wobei er dreimal zum Torerfolg kam und die Saison mit der Mannschaft auf dem neunten Platz der Staffel West beendete. In die Spielzeit 2012/13 startete der großgewachsene Defensivakteur unter der Leitung des Trainer Duos Marco Rudnik und Marc Roch noch als Stammkraft der A-Junioren, kam jedoch ab September 2012 kaum noch zu Einsätzen. Erst ab dem Start ins Frühjahr im März 2013 gehörte Steurer wieder der Stammformation an. Bis zum Ende der Saison, die Rot-Weiss Essen als Aufsteiger aus der Verbandsliga auf dem achten Tabellenplatz beendete, hatte es der 1,91 m große Abwehrspieler auf 13 Ligaspiele und ein -tor gebracht. Den Großteil der Saison 2013/14 absolvierte Steurer weiterhin unter Marco Rudnik, ehe dieser im April 2014 durch Jürgen Lucas ersetzt wurde. Beide Trainer setzten auf das Defensivtalent und ließen es in allen 26 Meisterschaftsspielen über 90 Minuten zum Einsatz kommen.

### Karriere im Herrenfußball
Innerhalb der Stadt wechselte der Linksfuß in weiterer Folge zu Schwarz-Weiß Essen in die Oberliga Niederrhein, die fünfthöchste Klasse im deutschen Ligasystem. Dort wurde er von Trainer Mircea Onisemiuc in 33 von 34 möglich gewesenen Ligaspielen eingesetzt und steuerte am 16. November 2014 bei einem 1:1-Auswärtsremis gegen die zweite Mannschaft von Rot-Weiß Oberhausen einen Treffer bei. Die Oberligasaison 2014/15 beendete er mit der Mannschaft in der großteils recht dicht gestaffelten Endtabelle auf dem zwölften Platz. Hinzu kamen auch noch drei Einsätze im Niederrheinpokal, in dem Steurer mit Schwarz-Weiß Essen im Achtelfinale gegen den TV Jahn Hiesfeld ausschied. Noch während der laufenden Meisterschaft gab Anfang Mai 2015 der ebenfalls aus der Region kommende Regionalligist Rot-Weiß Oberhausen die Verpflichtung des 20-Jährigen ab dem Sommer bekannt.
Der über eine große Spielübersicht und Kopfballstärke verfügende Steurer kam daraufhin abwechselnd in der von Andreas Zimmermann trainierten ersten Mannschaft in der Regionalliga West und in der anfangs von Peter Kunkel und später von Mike Terranova trainierten zweiten Mannschaft in der Oberliga Niederrhein zum Einsatz. Bei der ersten Mannschaft gab er sein Pflichtspieldebüt in der ersten Meisterschaftsrunde bei einem 1:1-Auswärtsremis gegen den FC Viktoria Köln, als er in der 80. Spielminute für Tim Hermes auf den Rasen kam. Bei der ersten Kampfmannschaft war er in der Saison 2015/16 in nahezu allen Meisterschaftsspielen entweder auf der Ersatzbank oder im Einsatz; nur eine Partie versäumte er aufgrund einer Rotsperre. Insgesamt kam er in 19 der 36 Ligaspiele zum Einsatz und schloss die Spielzeit mit dem Team auf dem fünften Tabellenplatz ab. Hinzu kamen auch mehrere Einsätze im Niederrheinpokal 2015/16, in dem es die Mannschaft bis ins Halbfinale schaffte und dort den Wuppertaler SV erst im Elfmeterschießen unterlag. In der Oberliga Niederrhein 2015/16 kam Steurer in 15 von 34 möglich gewesenen Ligapartien zum Einsatz und erzielte gleich bei seinem Debütspiel für die zweite Mannschaft, einem 2:1-Auswärtssieg über den 1. FC Mönchengladbach, einen Treffer. Im Endklassement belegte das Team mit dem 17. und damit vorletzten Rang einen Abstiegsplatz und musste den Abstieg in die Landesliga Niederrhein antreten. Aufgrund einer Schulterverletzung, die er sich Ende November 2015 zugezogen hatte, musste Steurer in dieser Saison kurzzeitig pausieren.
Anfangs noch unter Zimmermann und kurz darauf bereits unter Terranova fungierte der großgewachsene Abwehrspieler 2016/17 als Stammkraft im Regionalligateam und brachte es bis Saisonende auf 27 von 34 möglich gewesenen Ligaeinsätzen, sowie auf einen Treffer, den er am 11. März 2017 bei einem 2:0-Auswärtssieg über die Sportfreunde Siegen erzielte. Des Weiteren brachte er es zu vier Einsätzen im Niederrheinpokal 2016/17, in dem er mit der Mannschaft im Achtelfinale gegen den MSV Duisburg ausschied, sowie zu diversen Testspieleinsätzen und Auftritten in Hallenfußballturnieren, wie den Ur-Krostitzer Masters oder dem Halplus Cup.
In Oberhausen hatte der Innenverteidiger einen mit Saisonende 2016/17 auslaufenden Vertrag, sollte aber beim Verein gehalten werden. Jedoch wurde er bereits seit Monaten von Bundesligisten, die auch Reserveteams in der Regionalliga stellen umworben. Aufgrund seines Alters fiel Steurer zu diesem Zeitpunkt zudem noch unter die U-23-Regel. Spätestens im April 2017 waren einige der Interessenten aus dem Profibereich namentlich bekannt; neben Borussia Dortmund war dies unter anderem auch der Zweitligist SpVgg Greuther Fürth. Im Mai 2017 wurde daraufhin der Wechsel zum BVB bekanntgegeben. Bei den Borussen kam er in der zweiten Mannschaft unter Trainer Jan Siewert von Beginn an als Stammkraft in der Abwehrreihe zum Einsatz. Zwischen September und Dezember 2017 wurde er aufgrund seiner Leistung in fünf Spielrunden in die Regionalliga-Top-Elf gewählt. Bis zur Winterpause spielte Steurer alle 17 Partien durch und kam zweimal zum Torerfolg. Wenige Tage vor seinem 23. Geburtstag gelang dem Abwehrrecken der Sprung in den Profifußball, als er einen Vertrag bis 2021 beim Zweitligisten 1. FC Heidenheim unterschrieb. Am 24. Januar 2018 gab der mittlerweile 23-Jährige sein Profidebüt, als er beim 2:0-Heimsieg über die Eintracht Braunschweig von Trainer Frank Schmidt in der 35. Spielminute als Ersatz für Mathias Wittek eingewechselt wurde. Nach weiteren Spielen uneingesetzt auf der Ersatzbank und einem Kurzeinsatz gegen den FC St. Pauli Anfang Februar, kam der gebürtige Gelsenkirchener am 25. Februar im Spiel gegen den SV Darmstadt 98 erstmals über die volle Spieldauer zum Einsatz und wiederholte dies auch in der nachfolgenden Begegnung gegen Arminia Bielefeld. Aufgrund eines Muskelfaserrisses, den er sich im Spiel gegen Bielefeld zugezogen hatte, fiel Steurer ab Anfang März 2018 kurzzeitig aus.
Nachdem der Verteidiger in zwei Spielzeiten lediglich neunmal in Pflichtspielen für Heidenheim auf dem Platz gestanden hatte, wurde er im August 2019 an den Drittligisten KFC Uerdingen 05 verliehen. Innerhalb der Winterpause wurde das Leihgeschäft mit dem KFC Uerdingen, für den der Verteidiger fünfmal aufgelaufen war, vorzeitig beendet, und Steurer bis Saisonende an Preußen Münster, ebenfalls Drittligist, weiterverliehen. Nachdem er in Uerdingen nach einer Viruserkrankung nicht mehr wirklich in die Mannschaft fand und die meiste Zeit uneingesetzt auf der Ersatzbank saß, entwickelte sich der Innenverteidiger bei Preußen Münster rasch zu einer Stammkraft in der Defensive. Bis zur Unterbrechung des Spielbetriebs aufgrund der COVID-19-Pandemie in Deutschland hatte es Steurer auf sechs Ligaeinsätze für die Mannschaft gebracht und dabei auch eine Torvorlage beigesteuert. Auch nach der Wiederaufnahme des Spielbetriebs war Steurer in der Innenverteidigung gesetzt, verpasste lediglich den letzten Spieltag. Nach dem Abstieg Münsters in die Regionalliga kehrte er nach Heidenheim zurück.
Am 30. Juni 2021 lief Steuers Vertrag beim 1. FC Heidenheim aus, zwei Wochen später stellte Drittligist MSV Duisburg den Verteidiger als Neuzugang vor. Nach einer Saison, in der Steurer 23 Spiele für den MSV machte, wechselte er zum Aufsteiger in die 3. Fußball-Liga, dem VfB Oldenburg. Für Oldenburg absolvierte er in der Saison 2022/23 37 Drittligapartien, mit dem Klub stieg er zu Saisonende aber aus der 3. Liga ab.
Anschließend wechselte er im August 2023 zum österreichischen Zweitligisten SV Ried, bei dem er einen bis 2025 laufenden Vertrag erhielt.